# Suwałki
 (in lituano: Suvalkai; in yiddish סוּוואַלק‎?, Suvalk; in tedesco: Sudauen; in bielorusso: Сувалкі, Suvalki) è una città della Polonia nord-orientale, con 68 035 abitanti. Maggiore città della regione storica di Suwalszczyzna, il fiume Czarna Hańcza scorre attraverso la città.

## Caratteristiche
La città, capoluogo del distretto di Suwałki, è uno dei principali centri di commercio del voivodato della Podlachia. Fino al 1999 la città era capitale del voivodato di Suwałki, ma - con la riorganizzazione dei voivodati della Polonia del 1999 - il Voivodato di Suwałki è stato eliminato ed è stato inglobato in quello di Podlachia. Suwałki si trova a circa 30 km a sud-ovest dal confine con la Lituania. Una delle regioni etnografiche della Lituania è spesso chiamata Suvalkija, prendendo il nome proprio da questa città; Sūduva (o Sudovia) è comunque il nome più utilizzato. Dal 1837 al 1867 fu capoluogo del Governatorato di Augustów.

## Amministrazione

### Gemellaggi
- Alytus
- Grande-Synthe
- Marijampolė
- Notodden
- Ternopil'
- Võru
- Waren
- Cēsis
- Poti

## Galleria d'immagini

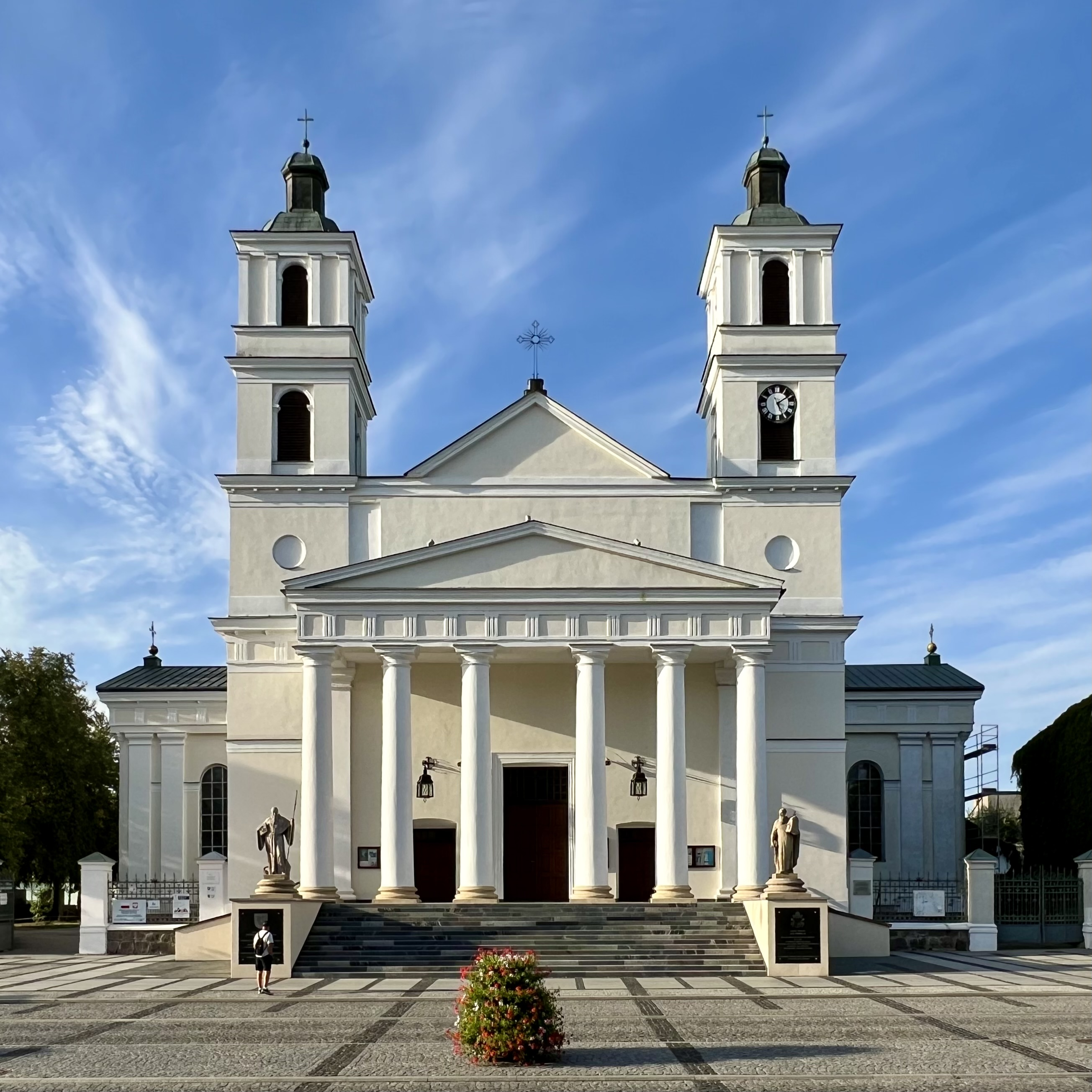
Concattedrale di San Alexander (Konkatedra św. Aleksandra)
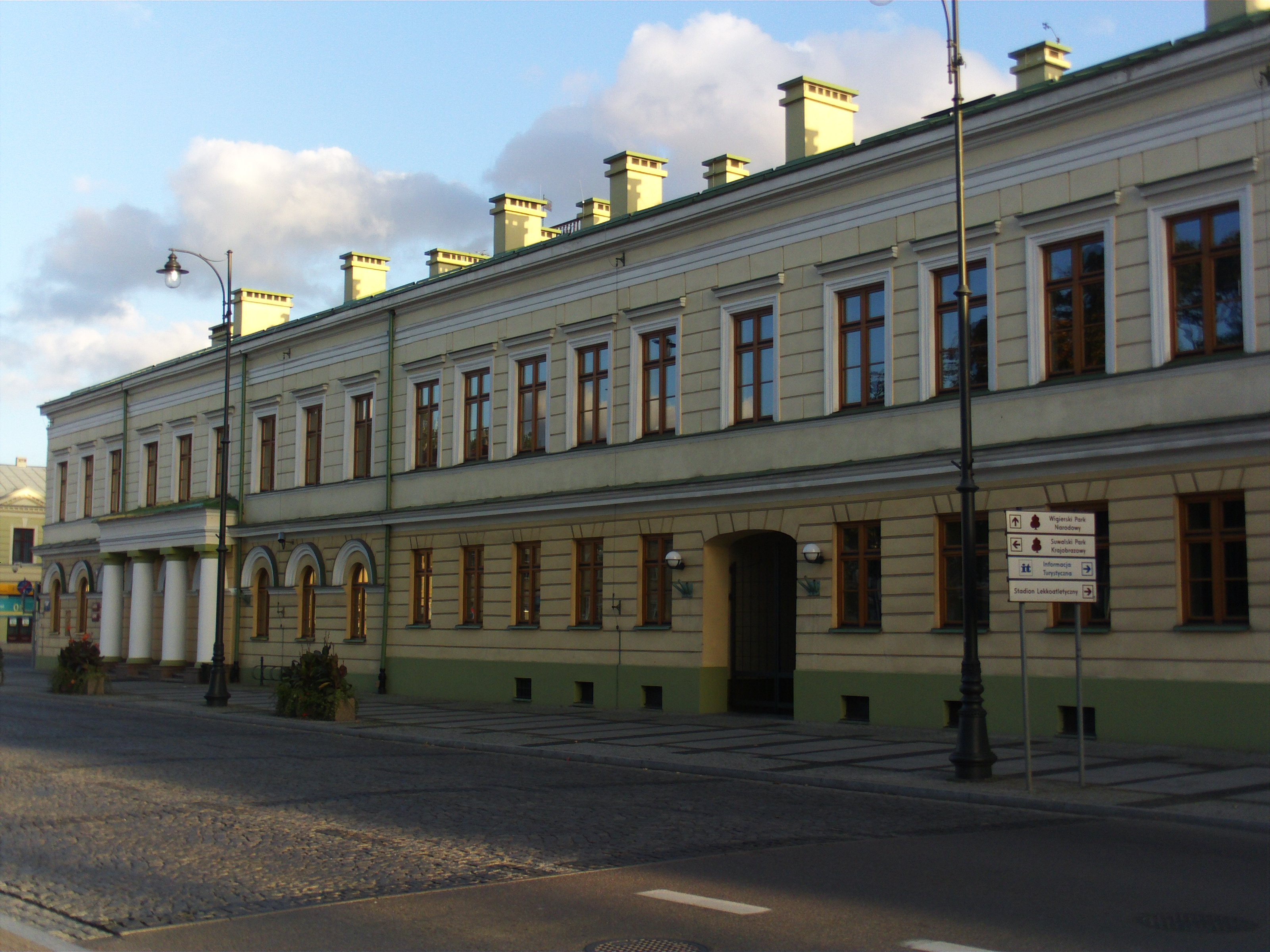
Municipio (Ratusz)
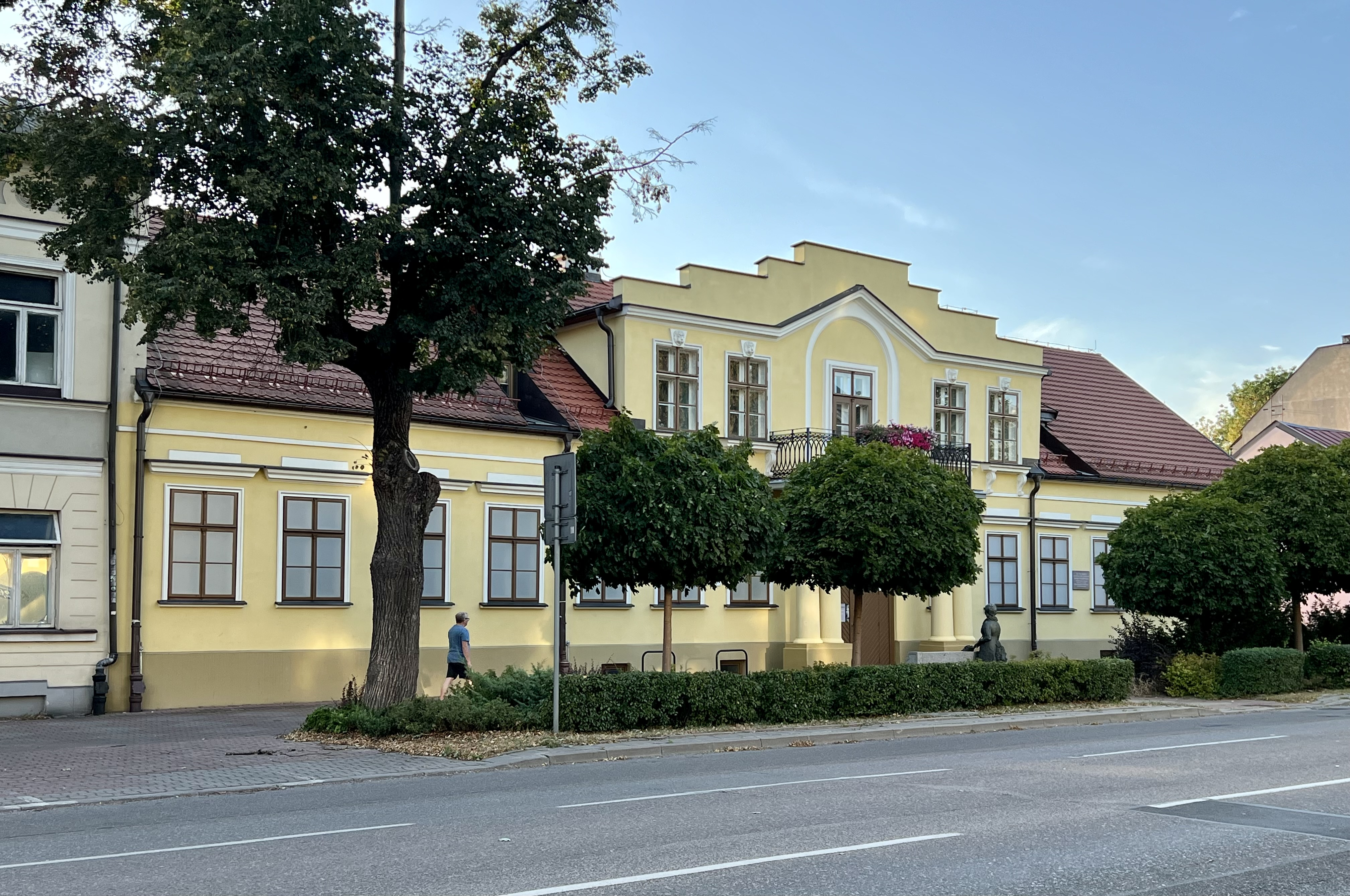
Casa di nascita della poetessa polacca Maria Konopnicka
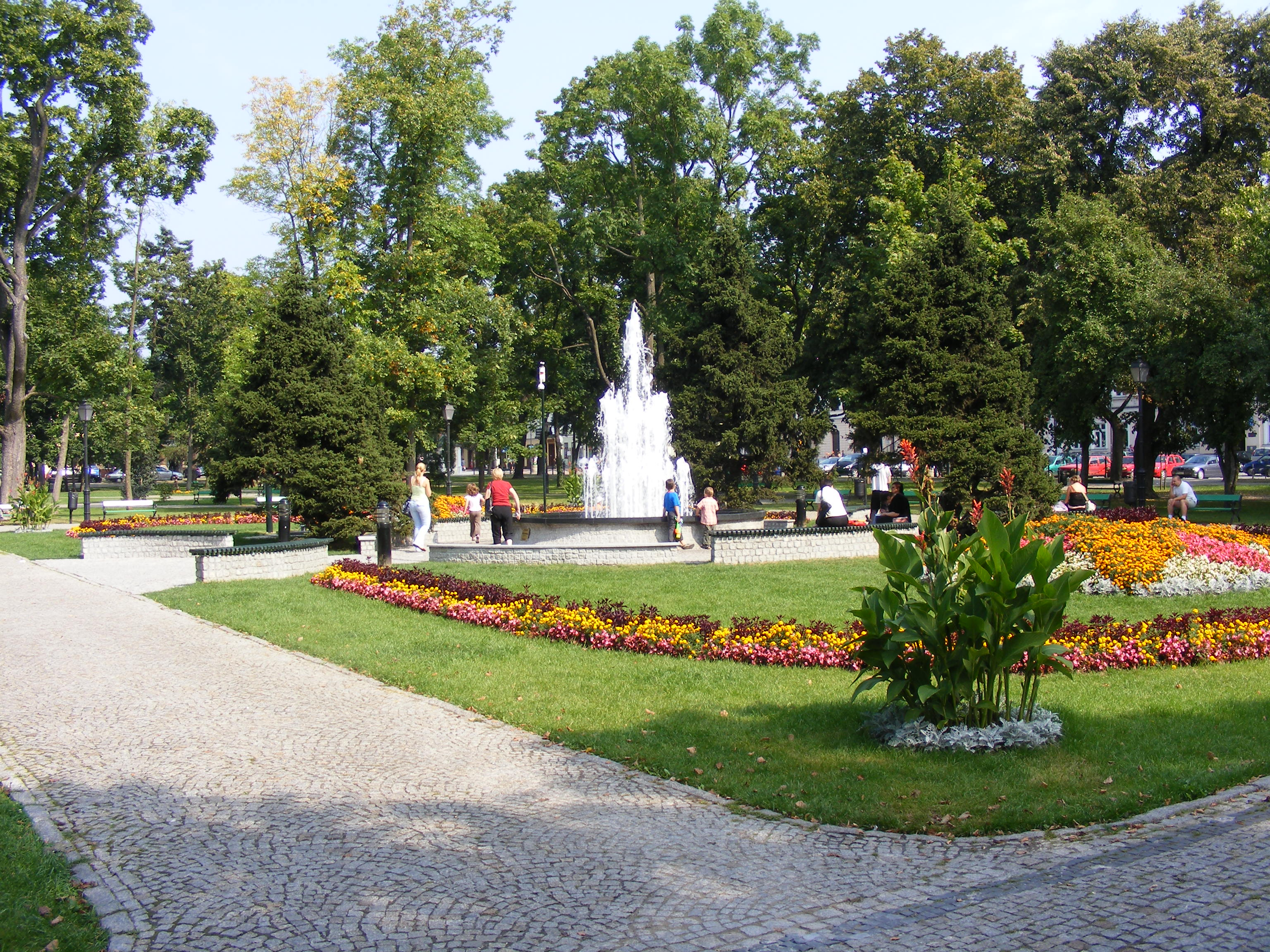
Parco della Costituzione del 3 maggio (Park Konstytucji 3 Maja)